# Tine Baanders
Martina Baanders, más conocida como Tine Banders (Ámsterdam 4 de agosto de 1890-Maarssen, 24 de noviembre de 1971), fue una ilustradora, diseñadora gráfica, tipógrafa y profesora neerlandesa. Es conocida principalmente por sus diseños de exlibris y cubiertas de libro.

## Biografía
Fue educada por su padre, el arquitecto Herman Hendrik Baanders, y más tarde estudió en el Instituut voor Kunstnijverheidsonderwijs en Ámsterdam, donde finalmente ejerció de profesora. Colaboró con frecuencia para la revista de arte Wendingen. Exhibió su trabajo en Ámsterdam (1913 y 1917), Róterdam (1918), Haarlem (1919) y París (1925). En la Exposición Internacional de las Artes Decorativas e Industriales Modernas (París, 1925), le fue otorgado un diploma con la medalla de bronce.
Además, como profesora en Ámsterdam, enseñó también caligrafía durante el periodo 1949-1953 en la Academie voor Kunst en Industrie (AKI) en Enschede.